# Ernst Linder

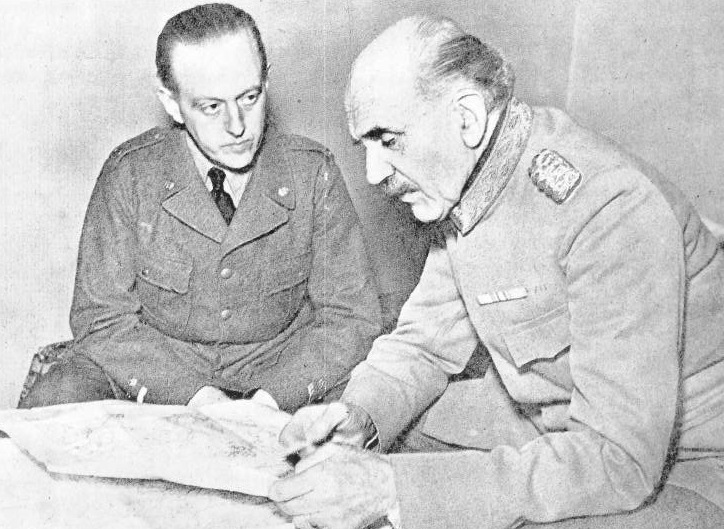
General Ernst Linder (rechts, Kommandant des Schwedischen Freiwilligenkorps) und sein Stabschef Carl August Ehrensvärd in Tornio

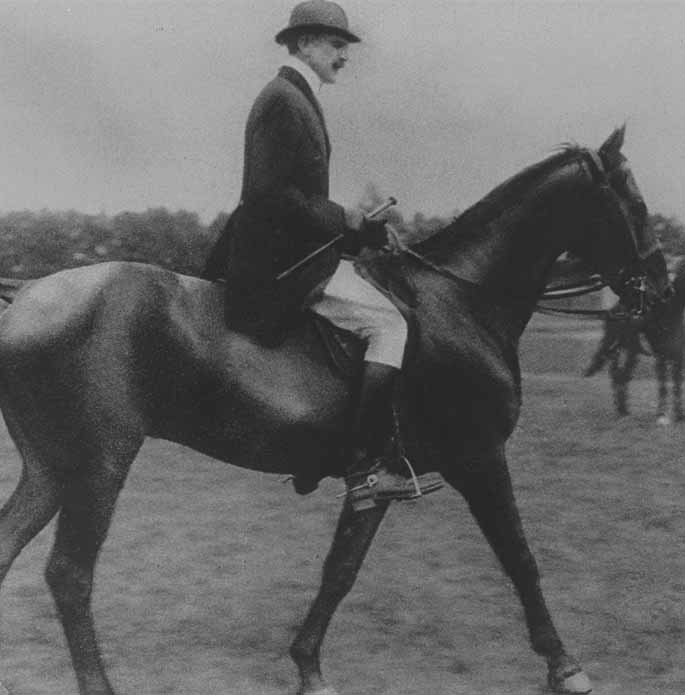
Ernst Linder bei den Olympischen Spielen in Paris 1924

Ernst Linder (* 25. April 1868 Pohja, Finnland; † 14. September 1943 in Stockholm) war ein schwedischer General und Olympiasieger im Dressurreiten.

## Biografie
Ernst Linders Vater war der Politiker und Journalist Christoffer Alexander Ernst Linder, der aber schon wenige Wochen nach seiner Geburt verstarb. Linder erwarb 1887 seine Reifeprüfung und studierte anschließend von 1888 bis 1889 an der schwedischen Militärschule in Karlberg und von 1900 bis 1902 an der schwedischen Militärakademie. Von 1887 bis 1918 diente er als Offizier in der schwedischen Armee und von 1918 bis 1920 in der finnischen Armee, wo er unter anderem sich mit Carl Gustaf Emil Mannerheim anfreundete. Während des Finnischen Bürgerkriegs hatte er das Kommando über die Satakunta-Einheit, mit der er die Schlacht von Tammerfors an Seite von Mannerheim am 6. April 1918 gewann. Danach wurde er zum Generalmajor ernannt und diente anschließend in der Kavallerie, schied aber 1919 aus dem aktiven Militärdienst in der finnischen Armee aus.
Linder gewann bei den Olympischen Spielen 1924 im Alter von 56 Jahren auf Piccolomini die Goldmedaille im Dressurreiten.
1927 wurde Mitglied der Königlichen Schwedischen Militärakademie. Des Weiteren war einige Zeit Leiter des schwedischen Jockeyklubben und im Vorstand des schwedischen Konzern AB Aerotransport tätig.
1938 wurde er zum Generalleutnant befördert und 1940 zum General der Kavallerie ernannt. Im finnisch-sowjetischen Winterkrieg führte der damals 71-jährige Linder am 6. Januar 1940 als Kommandant des Schwedischen Freiwilligenkorps deren Einheiten an.